# زیردریایی کلاس تی‌آر-۱۷۰۰
زیردریایی کلاس تی‌آر-۱۷۰۰ (به انگلیسی: TR-1700-class submarine) یک کلاس از زیردریایی است که طول آن 66 metres (216.53 feet) می‌باشد.